# Муромский сельский совет
Муромский сельский совет (укр. Муромська сільська рада, крымскотат. Муромское кой шурасы) — административно-территориальная единица в Белогорском районе в составе АР Крым Украины (фактически до 2014 года); ранее до 1991 года — в составе Крымской области УССР в СССР.
Население по переписи 2001 года составляло 1626 человек. Территория сельсовета занимает район истоков реки Восточный Булганак на северных склонах горного массива Кубалач Внутренней гряды Крымских гор.
В состав сельсовета к 2014 году входило 5 сёл:
- Муромское
- Дивное
- Кривцово
- Сенное
- Хлебное

## История
Муромский сельсовет был образован в начале 1960-х годов перенесением центра из упразднённого Хлебновского и на 1 января 1968 года включал следующие населённые пункты:

| - Дивное - Кривцово - Муромское - Пёстрое | - Родное - Сенное - Хлебное - Холмогорье |

К 1977 году ликвидированы Пёстрое и Холмогорье, решением Крымского облисполкома от 5 сентября 1985 года село Родное включено в состав села Дивное и совет обрёл современный состав. С 12 февраля 1991 года сельсовет в восстановленной Крымской АССР, 26 февраля 1992 года переименованной в Автономную Республику Крым.
С 21 марта 2014 года в составе Крыма аннексирован Россией.
С 2014 года на месте сельсовета находится Муромское сельское поселение Республики Крым.